# ریک بوکلی
ریک بوکلی (انگلیسی: Rick Bockelie; ۲۸ مهٔ ۱۹۰۲ – ۱۸ فوریهٔ ۱۹۶۶) قایقران قایق بادبانی اهل نروژ بود.